# Taibainus
Taibainus shanensis es una especie de araña araneomorfa de la familia Linyphiidae. Es el único miembro del género monotípico Taibainus.

## Distribución
Se encuentra en Shaanxi en China. A una altitud de 3050 metros al sur de Taibai Shan en los montes Qinling.